# Elisha Karmitz
Pour les articles homonymes, voir Karmitz.
 (juin 2025).
Elisha Karmitz est un producteur de cinéma français. 

## Biographie
Depuis 2014, Elisha Karmitz est co-directeur général du studio de cinéma français MK2, fondé par son père Marin Karmitz, aux côtés de son frère Nathanaël Karmitz. Il est responsable du développement de nouveaux métiers et produits au sein du groupe MK2, comme la réalité virtuelle,
Il a également créé la série de conférences MK2 Institut en 2020,.
Avant d'être directeur général de MK2, il a été directeur de la publication et de la rédaction du magazine Trois Couleurs de 2006 à 2008, puis directeur de l'agence MK2+ (précédemment appelée MK2 Multimédia puis MK2 Agency). Il en est toujours le directeur de publication.
Il est diplômé de Sciences Po.